# Libellula rubrum
Libellula rubrum är en trollsländeart som först beskrevs av Aleksandr Nikolaevich Bartenev 1912.  Libellula rubrum ingår i släktet Libellula och familjen segeltrollsländor. Inga underarter finns listade i Catalogue of Life.